# Campo Número Ciento Siete
Campo Número Ciento Siete är en ort i Mexiko.   Den ligger i kommunen Cuauhtémoc och delstaten Chihuahua, i den nordvästra delen av landet, 1 300 km nordväst om huvudstaden Mexico City. Campo Número Ciento Siete ligger 2 022 meter över havet och antalet invånare är 326.
Terrängen runt Campo Número Ciento Siete är platt söderut, men norrut är den kuperad. Runt Campo Número Ciento Siete är det ganska glesbefolkat, med 43 invånare per kvadratkilometer. Närmaste större samhälle är Granjas el Venado, 16,2 km öster om Campo Número Ciento Siete. Trakten runt Campo Número Ciento Siete består till största delen av jordbruksmark.